# 930年代
| 千纪： | 1千纪                                                                                  |
| 世纪： | 9世纪 \| 10世纪 \| 11世纪                                                              |
| 年代： | 900年代 \| 910年代 \| 920年代 \| 930年代 \| 940年代 \| 950年代 \| 960年代              |
| 年份： | 930年 \| 931年 \| 932年 \| 933年 \| 934年 \| 935年 \| 936年 \| 937年 \| 938年 \| 939年 |

## 大事記
- 後倭馬亞王朝科爾多瓦的首任哈里發阿卜杜拉赫曼三世從統治北非的法蒂瑪王朝手中奪取了摩洛哥，終結由柏柏人建立的伊薩姆王朝。
- 930年，後唐西川節度使孟知祥、東川節度使董璋，聯兵叛唐。楚武穆王馬殷卒，子衡陽王馬希聲嗣位。
- 932年，後唐東川節度使董璋大軍襲成都，西川節度使孟知祥斬董璋，從此併有兩川。吳越武肅王錢鏐卒，子文穆王錢傳瓘嗣位。南楚衡陽王馬希聲卒，弟文昭王馬希範嗣位。
- 933年，閩王王延鈞稱帝，是為惠宗，建都長樂府，國號閩。後唐封孟知祥為蜀王。後唐秦王李從榮起兵欲攻皇宮，被皇城使安從益斬杀。李嗣源卒，子閔帝李從厚嗣位。
- 934年，蜀王孟知祥稱帝，是為高祖，建都成都，國號蜀，史稱後蜀。孟知祥卒，子孟昶嗣位。李嗣源義子李從珂反叛，攻入京師稱帝，是為後唐末帝，繼位後任石敬瑭為河東節度使。
- 935年，閩惠宗王延鈞被殺。子康宗王繼鵬嗣位。新羅王金傅召開「和白會議」舉國歸附高麗，新羅亡。
- 936年，後唐河東節度使石敬瑭起兵稱帝，國號晉，史稱後晉。向契丹稱臣，南攻洛陽，李從珂舉族自焚死。後唐亡，石敬瑭入洛陽，割燕雲十六州與契丹。高麗王王建滅後百濟，統一朝鮮半島。
- 937年，後晉遷都大梁。後晉天雄節度使范延光叛，東都巡檢使張作賓、義成節度使符彥饒响应。吳讓帝楊溥讓位於齊王徐知誥，徐知誥即帝位，是為烈祖。建都江寧，國號唐，史稱南唐。契丹改國號為遼。
- 938年，後晉帝高祖石敬瑭尊遼帝太宗耶律德光為父皇帝，自稱兒皇帝。范延光出降。
- 939年，徐知誥改姓名為李昪。閩康宗王繼鵬被連重遇殺死，叔景宗王延羲嗣位。